# Calomfirești, Teleorman
Calomfirești este un sat în comuna Poroschia din județul Teleorman, Muntenia, România. Se află în partea central-sudică a județului,  în Câmpia Găvanu-Burdea. La recensământul din 2002 avea o populație de 1.177 locuitori.
Satul este situat la aproximativ 10 km sud de Alexandria. Este menționat în legătură cu coloniștii bulgari stabiliți aici între anii 1806–1814 și 1828–1834. Se pare că majoritatea coloniștilor bulgari au sosit în 1828. Documentele păstrate în Arhiva Statului Român afirmă că două familii (18 persoane) au sosit din Orehovița (regiunea Plevna) în 1831 și alte șase familii în 1834. Registrul populației din 1838 consemnează prezența a 56 de gospodării „sârbești” (bulgarii din Țările Române erau înregistrați drept sârbi în documentele vremii). Surse de la sfârșitul secolului al XIX-lea indică 850 ca număr total de locuitori și notează că aceștia erau în majoritate bulgari care se țineau la limba și tradițiile lor. Gustav Weigand care a vizitat satul în 1898 a furnizat statistici similare și le-a inclus ulterior în atlasul său. În 1908, S. Romanski a întâlnit în Calomfirești peste 180 de familii bulgare, provenite, conform opiniei locale, din zona din jurul râului Iskăr. Cercetările de teren din 1972 au înregistrat peste 300 de familii în sat și un număr mare de căsătorii mixte.